# Bagbander Kirche

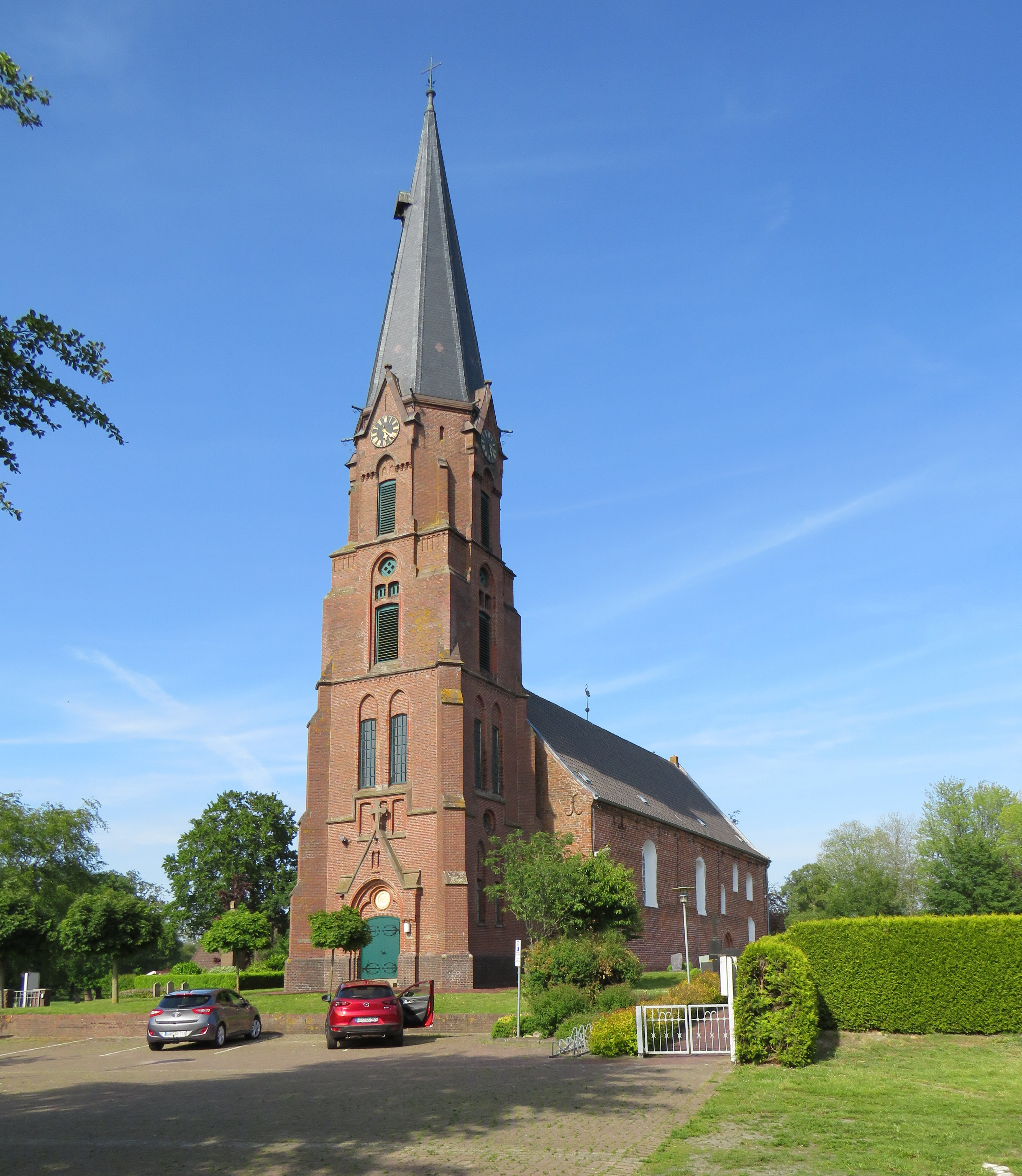
Bagbander Kirche

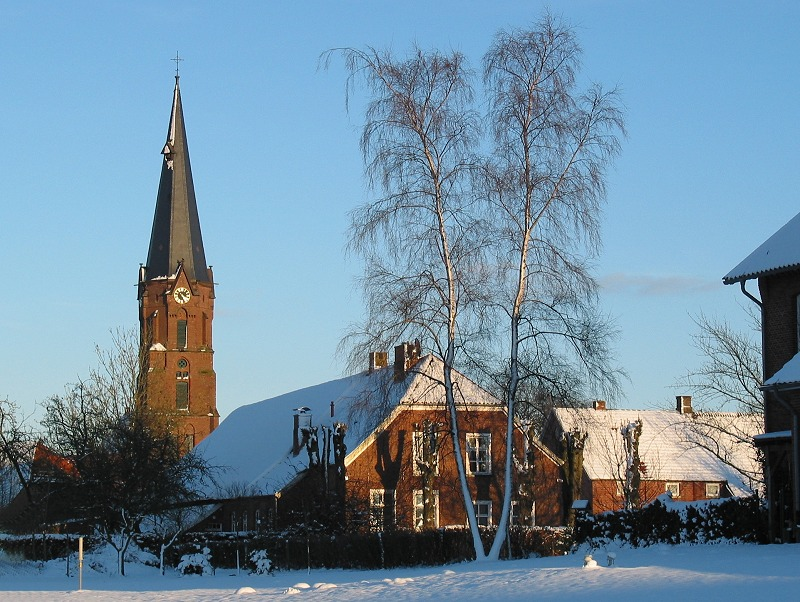
Kirchturm mit Pleishof

Die evangelisch-lutherische  Bagbander Kirche in Bagband in der Gemeinde Großefehn, Ostfriesland, ist ein Kirchengebäude aus Backstein im Stil der Romanik. Sie wurde Mitte des 13. Jahrhunderts auf einer künstlichen Anhöhe (Warft) aus Steinen im Klosterformat gefertigt. Seit 2010 heißt sie Martin-Luther-Kirche.

## Geschichte und Architektur
Die mittelalterliche Kirche wurde in vorreformatorischer Zeit zu Ehren der  hl. Barbara geweiht, wie auch die unweit gelegene Barbara-Kirche in Strackholt.
Die heutige Form der Kirche ist die eines rechteckigen Langschiffes. In früheren Zeiten waren noch einige Anbauten vorhanden, wie eine Apsis an der Ostseite und eine Überdachung der Eingangstür an der Nordwand. Im 16. Jahrhundert wurden die Gewölbe erneuert. Am östlichen Rand der Südwand liegen übereinander ein Hagioskop und ein nach 1774 zur Belichtung des Orgelbodens eingebrochenes Fenster. Gekrönt ist das Kirchenschiff mit einem vergoldeten Schwan, wie er auf vielen ostfriesischen Kirchen zu finden ist. Der Schwan gilt als Symbol Luthers und der lutherischen Kirche.
Ursprünglich stand nordwestlich der Kirche ein Glockenstuhl, in dem sich die drei Glocken von Bagband befanden. Dieser war Ende des 19. Jahrhunderts so stark baufällig, dass er nicht mehr genutzt werden konnte. Der damalige Kirchenvorstand beschloss daraufhin, den alten Glockenstuhl abzureißen und durch einen neuen, schlanken etwa 50 Meter hohen Kirchturm im neugotischen Stil am Westgiebel zu ersetzen. Der Kirchturm wurde 1895 fertiggestellt und ist seitdem ein Wahrzeichen von Bagband.
Die Kirche ist heute der Mittelpunkt für etwa 660 Kirchenmitglieder der evangelisch-lutherischen Martin-Luther-Kirchengemeinde.

## Ausstattung

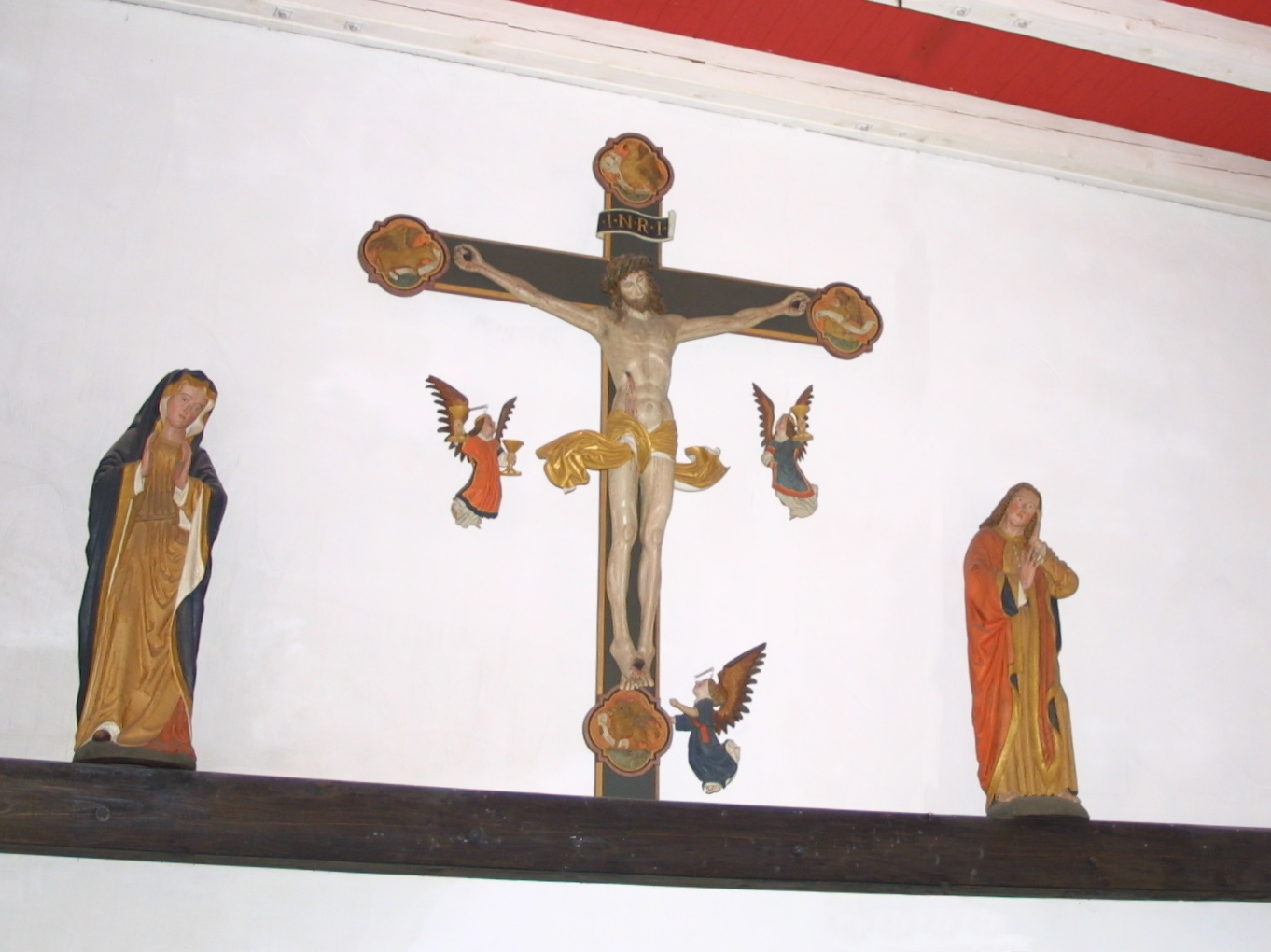
Kreuzigungsgruppe

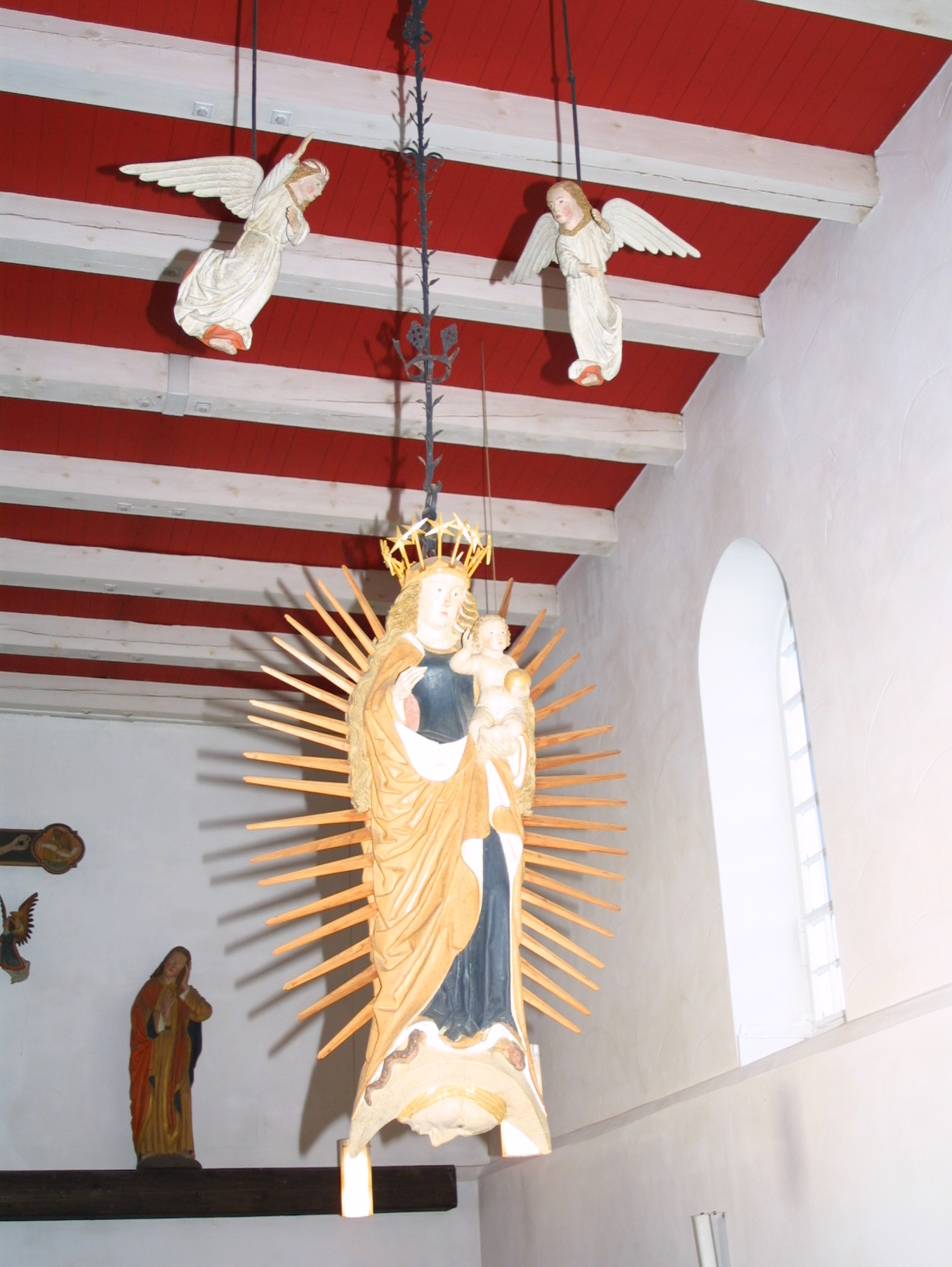
Doppelmadonna im Strahlenkranz

Im Innern der Kirche befinden sich einige Plastiken aus dem 15. Jahrhundert wie zum Beispiel die Kreuzigungsgruppe mit lebensgroßen Figuren und die Doppelmadonna im Strahlenkranz – ebenfalls aus dem 15. Jahrhundert.
Der Taufstein, angefertigt aus Bentheimer Sandstein, stammt aus dem 13. Jahrhundert. Er gilt als das älteste Inventarstück der Bagbander Kirche. Im Sockelbereich sind vier Löwen dargestellt. Die Tiere – wie alle übrigen Verzierungen – sind nur noch schwer zu erkennen: Die Sandstein-Taufe ist stark verwittert, weil sie viele Jahre im Pfarrgarten gestanden hat. 1983 wurde sie zurück in die Kirche gebracht. Eine gut erhaltene ähnliche Taufe mit vergleichbarer Motivik – ebenfalls aus Bentheimer Sandstein – befindet sich in der Kirche des Nachbardorfs Strackholt (rund zwei Kilometer von Bagband entfernt). Bei Taufen in der Bagbander Kirche wird eine Bronzeschale in das Sandsteinbecken eingelassen. Diese Taufschale ist eine Stiftung aus dem Jahre 1635.
Die Kanzel stammt aus dem Jahre 1654. Auf ihr sind die vier Evangelisten zu sehen. Unterhalb der Orgel, an der Emporenbrüstung, sind Jesus Christus, rechts und links von ihm die vier Evangelisten sowie die 12 Apostel dargestellt. 

## Orgel

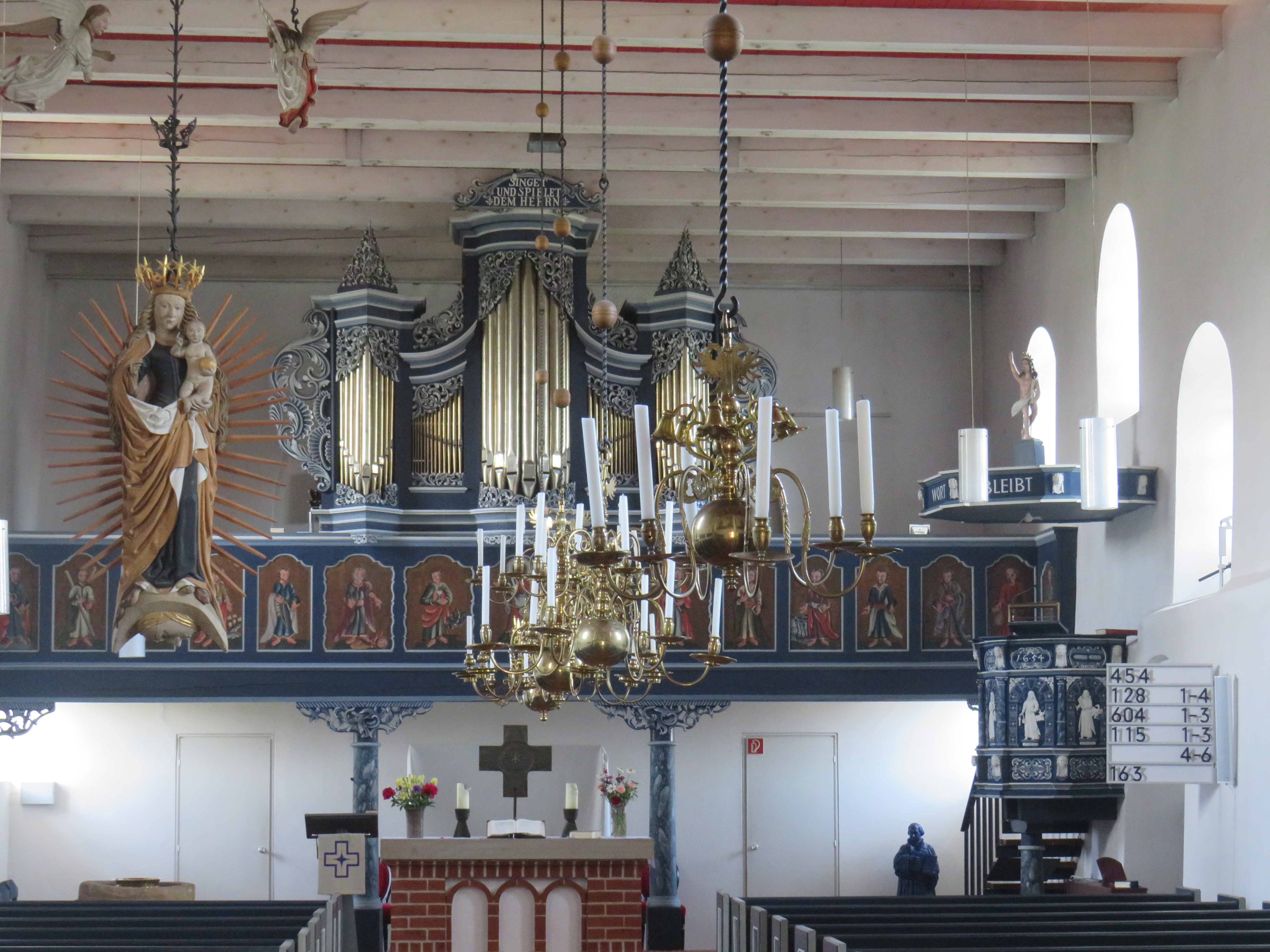
Blick zur Orgelempore

Des Weiteren gibt es eine historische Orgel von Heinrich Wilhelm Eckmann, erbaut 1775, die sich auf einer Empore an der Ostwand oberhalb des Altars befindet. Bekannt wurde der aus Quakenbrück stammende Orgelbauer in Ostfriesland 1772 mit dem Bau einer Orgel für die Kirche in Amdorf. Die Orgel verfügt über 14 Register auf einem Manual und angehängtes Pedal.
| I Manual CD–c3 |           |     |      |
| 1.             | Principal | 8′  | E    |
| 2.             | Bordun    | 16′ | E, F |
| 3.             | Gedact    | 8′  | E    |
| 4.             | Octave    | 4′  | E    |
| 5.             | Rohrflöte | 4′  | E    |
| 6.             | Quinte    | 3′  | E    |
| 7.             | Octave    | 2′  | E    |
| 8.             | Waldflöte | 2′  | E    |

| (Fortsetzung) |              |       |    |
| 9.            | Sifflöte     | 1 ⁄2′ | E  |
| 10.           | Cornett III  |       | E  |
| 11.           | Mixtur IV    |       | E  |
| 12.           | Cimbel III   |       | AF |
| 13.           | Dulcian B/D  | 16′   | AF |
| 14.           | Trompete B/D | 8′    | AF |
|               | Tremulant    |       | AF |

| Pedal CD–c1 |           |
|             | angehängt |

Anmerkungen:
E = Register von Heinrich Wilhelm Eckmann (1774/1775)
F = Register von Alfred Führer (1975)
AF = Register von Alfred Führer (1949)

## Glocken
Der hoch aufragende Turm trägt ein dreistimmiges Bronzegeläut. In einer Dachgaube am Turmhelm hängt eine bronzene Schlagglocke. Glocke III wurde 2006 restauriert.
| Nr. | Nominal | Gewicht | Durchm. | Gussjahr | Gießer                                 |
| --- | ------- | ------- | ------- | -------- | -------------------------------------- |
| I   | des'    | 2500 kg | 1480 mm | 1841     | M. Fremy und Heero Andries van Bergen  |
| II  | es'     | 1300 kg | 1350 mm | 1934     | Glockengießerei Rincker in Sinn        |
| III | ges'    | 800 kg  | 1110 mm | 13. Jh.  | unbekannt                              |
| IV  | as''    | ?       | ?       | 1969     | Glockengießerei Otto Bremen-Hemelingen |

## Kirchenbücher
Von den Kirchenbüchern sind die Bücher über Taufen, Trauungen, Sterbebücher, Kommunionen ab 1696 erhalten. Die Fälle bis 1900 wurden in einem Ortsfamilienbuch zusammengestellt und veröffentlicht.